# 弯曲刚度

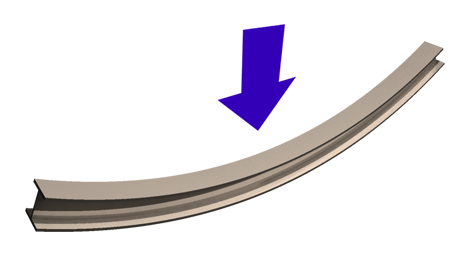
工字梁的彎曲，梁受到的力矩和梁曲率的比例即為弯曲刚度

弯曲刚度（Bending stiffness）為一力學名詞，是用來描述一長條形物體，其彎曲力矩和梁形曲率的比例。
弯曲刚度等于弹性模量E和梁截面关于特定轴的惯性矩I的乘积。换而言之，弯曲刚度就是{\displaystyle EI}。根据基础的梁理论，施加的弯曲力矩与所产生的梁曲率{\displaystyle \kappa }的关系是
{\displaystyle M=EI\kappa =EI{\frac {\mathrm {d} ^{2}w}{\mathrm {d} x^{2}}}}
其中 {\displaystyle w} 是梁的挠度。在上述文字中的定义中，有时会根据后基于的约定，使用负号表示。
有時弯曲刚度是指梁的抗弯刚度（Flexural rigidity），即要產生單位曲率需要的力偶。

## 外部連結
- Efunda's beam calculator （页面存档备份，存于）